# Carlos Berg

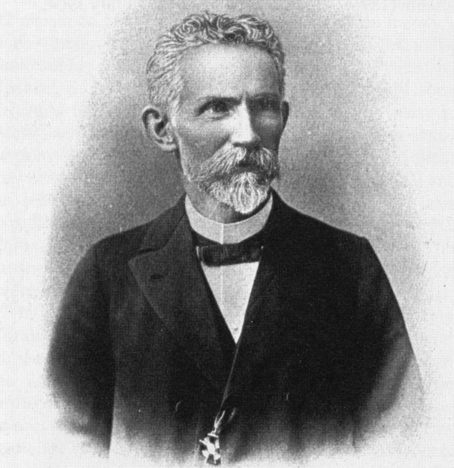
Carlos Berg

Carlos Berg, ursprünglich Friedrich Wilhelm Karl Berg, (* 21. Märzjul. / 2. April 1843greg. in Sillen, Bezirk Tukums, Gouvernement Kurland; † 19. Januar 1902 in Buenos Aires) war ein deutschbaltisch-argentinischer Entomologe, Botaniker, Paläontologe und Museumsdirektor.

## Leben
Berg war Sohn eines Tischlers und wurde vom Vater und einem Hauslehrer auf dem Gut der Fürsten von Lieven in Senten unterrichtet, bevor er die Kreisschule in Tuckum besuchte und 1859 eine Kaufmannslehre in Mitau und Riga begann. Gleichzeitig absolvierte er eine Lehrerausbildung mit dem Examen als Hauslehrer 1871 (ohne allerdings ein Studium finanzieren zu können), wobei er besonders gute Noten in Sprachen und Biologie hatte. Er war danach Privatlehrer in Riga, sammelte aber auch im Baltikum Insekten und handelte mit diesen und war ab 1865 aktiv in der Naturforscher-Vereinigung von Riga, in deren Direktorium er ab 1868 war. Er unterrichtete auch ab 1871 Physik und Chemie an der Vorbereitungsschule des Polytechnikums von Riga.
Aufmerksamkeit fand er über Riga hinaus durch die Nachzucht des Japanischen Eichenseidenspinners. 1873 ging er auf Einladung von Hermann Burmeister nach Argentinien und sammelte für das Museo Argentino de Ciencias Naturales Bernardino Rivadavia, an dem er Kustos und Dozent war. 1874 wurde er Professor in Buenos Aires und an der nationalen Akademie in Córdoba (um dieselbe Zeit erhielt er einen Dr. phil. in Deutschland, obwohl er kein Abitur hatte) und war auf Sammelreise in Patagonien. Er unternahm viele Sammelreisen in Argentinien, Chile und Uruguay. 
Berg war bis auf die Zeit von 1890 bis 1892, als er Direktor am Museum von Montevideo war und ihn sein enger Mitarbeiter Eduardo Ladislao Holmberg (1852–1937) in Buenos Aires vertrat, am Naturhistorischen Museum in Buenos Aires und wurde dort 1892 Nachfolger von Burmeister als Direktor. Er modernisierte die Ausstellungen und gründete die Zeitschrift des Museums (Comunicaciones del Museo Nacional de Buenos Aires). 1897 war er Delegierter der Universität von Buenos Aires auf dem Internationalen Zoologenkongress in Kiel, wobei er auch nochmals Riga und Kurland besuchte.
Neben Entomologie befasste er sich mit Wirbeltier-Paläontologie. Als Entomologe befasste er sich besonders mit Schmetterlingen und Bienen und ihrer symbiotischen Beziehung zu verschiedenen Pflanzenarten. Er sammelte auch Pflanzen.
Er war Ehrenbürger der Republik Argentinien und Mitglied der Kurländischen Gesellschaft für Wissenschaft und Kunst (1876).
Eine Straße in Montevideo ist nach ihm benannt.
In Buenos Aires, Argentinien, Sektor Villa Soldati trägt eine Straße und eine Metrobusstation den Namen Carlos Berg.
Ein Stadtteil von General Pico, Stadt in La Pampa (Provinz Argentiniens) trägt ebenfalls seinen Namen. Am 27. August 1907 wurde ein Bahnhof der Eisenbahngesellschaft Ferrocarril al Pacífico in Argentinien, Provinz La Pampa als Estacion Carlos Berg eingeweiht. Das Bahnhofsgebäude ist heute eine Außenstelle des Rathauses von General Pico.

## Schriften
- Patagonische Lepidopteren beobachtet auf einer Reise im Jahre 1874, Bull. Soc. Imp. Nat. Moscou 49 (4), 1875, S. 191–247
- Enumeración de las plantas européas que se hallan como silvestres en la provincia de Buenos Aires y en Patagonia, Buenos Aires: Coni 1877, Biodiversity Library
- Hemiptera argentina enumeravit speciesque novas descripsit Carolus Berg, Buenos Aires 1879
- Contribución al estudio de la fauna entomológica de Patagonia, An. Soc. Cient. Argent. 4 (2), 1877, S. 87–102,  S. 199–211
- Beiträge zu den Lepidoptoren Patagoniens, Bull. Soc. imp. Nat. Moscou 52 (3), 1877, S. 1–22
- Estudios Lepidopterológicus acerce de la fauna Argentina y oriental An. Soc. cient. Argent. 3, 1877, S. 228–242.
- Tratado elemental de zoologia, Montevideo 1893